# Vicent Pérez Devesa
Vicent Pérez Devesa (Benidorm, Marina Baixa, 1942 - 2006) fou un polític i industrial valencià, alcalde de Benidorm entre 1994 i 2006.

## Trajectòria política
Polític de llarga trajectòria, accedí al govern municipal de la seua ciutat el 1973, pel terç familiar, ostentant diverses delegacions com hisenda fins a convertir-se en primer tinent alcalde el 1978. Arribada la democràcia, fou fundador del Partit Independent de Benidorm, obtenint tres regidors a les primeres eleccions locals en que va donar suport a José Such (UCD) per presidir la corporació local. Pérez Devesa s'encarregaria de la regidoria de Cultura i Educació on donà mostres de la seua sensibilitat per la cultura i llengua valencianes, especialment per l'esport de la Pilota Valenciana.
El 1983, s'integrà al Partit Democràtic Popular (PDP) que a la vegada formava part de la Coalició Popular, on va arribar a ser secretari provincial d'Alacant. Així, a les primeres eleccions autonòmiques aconsegueix l'acta de diputat a les Corts Valencianes.
El 1987 torna a centrar la seua activitat política al municipi de Benidorm, aconseguint el PDP 7 regidors a l'Ajuntament, encara que no són suficients per a desbancar als socialistes del govern. En aquest període (1987-1991), el centredreta benidormí es reunifica de la mà d'Eduardo Zaplana i el nou Partit Popular. El 1994, amb la sortida de Zaplana cap a la política autonòmica, Pérez Devesa es fa amb la vara de manar de Benidorm després de 20 anys a l'administració. Vicent Pérez Devesa revalidaria el càrrec a les eleccions de 1999 i 2003 amb majoria absoluta.
La seua etapa com a alcalde de Benidorm estigué marcada pel rellançament de la ciutat com a fita turística, la modificació del Pla General d'Ordenació Urbana per a afavorir la implantació d'hotels de tres i quatre estreles i altres plans fonamentals per al creixement de Benidorm. També fou una figura fonamental per a la recuperació de l'esport de la Pilota valenciana a la capital i la seua comarca, promovent la construcció d'un trinquet i una canxa per a la pràctica de la modalitat de llargues. Nogensmenys, el trinquet porta el nom de l'alcalde i tots els any se celebra un campionat memorial a la seua figura.
Pérez Devesa morí el 16 de març de 2006, als 64 anys, després d'una malaltia que li impedí exercir les funcions d'alcalde en els darrers mesos de la seua vida.